# Hiroyuki Abe
Hiroyuki Abe (阿部 浩之, Abe Hiroyuki, Nara, 5 juli 1989) is een Japans voetballer die als middenvelder speelt bij Nagoya Grampus.

## Clubcarrière
Hiroyuki Abe begon zijn carrière in 2012 bij Gamba Osaka. In 5 jaar speelde hij er 135 competitiewedstrijden. Hij tekende bij in 2017 Kawasaki Frontale.

## Japans voetbalelftal
Hiroyuki Abe maakte op 9 december 2017 zijn debuut in het Japans voetbalelftal tijdens een wedstrijd om het Oost-Aziatisch kampioenschap voetbal 2017 tegen Noord-Korea.

## Statistieken
| Japans voetbalelftal | Japans voetbalelftal | Japans voetbalelftal |
| Jaar                 | Wed.                 | Dlp.                 |
| -------------------- | -------------------- | -------------------- |
| 2017                 | 3                    | 0                    |
| Totaal               | 3                    | 0                    |